# Kaye Wragg
Kaye Michelle Wragg (ur. 4 maja 1973 w Cheshire) – brytyjska aktorka filmowa, telewizyjna, teatralna i radiowa.

## Życiorys

### Kariera
Urodziła się w Stockport w Cheshire. Studiowała na Uniwersytecie w Salfordzie. Zadebiutowała na małym ekranie jako Anne Ridley w melodramacie historycznym BBC Lyddie (1996). Pojawiła się gościnnie w jednym z odcinków opery mydlanej ITV Coronation Street (1997). W sitcomie BBC One Moja rodzinka (My Family, 2001) zagrała Stephanie, jedną z dziewczyn policjanta Nicka Harpera. Od 6 maja 2014 pielęgniarkę Essie di Luccę w serialu Szpital Holby City.
Zdobyła nagrodę Royal Television Society za rolę Melindy w miniserialu BBC One Driver (2014) i została wyróżniona nagrodą teatralną im. Iana Charlesona za występ w sztuce Wujaszek Wania.

### Życie osobiste
17 listopada 2007 wyszła za mąż za Jamiego Darlinga, z którym wcześniej przez 14 lat była w związku. Mają dwie córki: Matildę i Molly.

### Seriale TV
- 1997: Coronation Street jako Melanie
- 2001: Moja rodzinka (My Family) jako Stephanie
- 2002-2005: Żądza krwi (Wire in the Blood) jako Penny Burgess,
- 2010: Waterloo Road jako Hannah Kirby
- 2014: Milczący świadek (Silent Witness) jako Anne Burchett
- 2011: Na sygnale (Casualty) jako Essie Di Lucca / Maureen Firth
- 2002-2020: Szpital Holby City jako Essie Harrison / Essie Di Lucca / Estelle Harrison
- 2019: Na sygnale (Casualty) jako Maureen Firth